# كريستيان ماشين
كريستيان ماشين (بالإسبانية: Cristian Machín)‏ هو لاعب كرة قدم أوروغواياني في مركز الدفاع، ولد في 5 ديسمبر 1988 في مونتيفيديو في الأوروغواي. لعب مع أتليتيكو رافائيلا.

## وصلات خارجية
- كريستيان ماشين على موقع قاعدة بيانات كرة القدم.إي يو (الإنجليزية)
- كريستيان ماشين على موقع Soccerway.com (الإنجليزية)